# La fanciulla del West
(Jack Rance, I atto)
La fanciulla del West è un'opera in tre atti di Giacomo Puccini, su libretto di Guelfo Civinini e Carlo Zangarini.
La prima rappresentazione avvenne con successo al Teatro Metropolitan di New York il 10 dicembre 1910, diretta da Arturo Toscanini, con Emmy Destinn, Enrico Caruso, Pasquale Amato, Angelo Badà e Antonio Pini-Corsi. Fino al 2011, l'opera ha avuto 104 recite.
Ai primi del 1907, durante un soggiorno nella metropoli statunitense, a Puccini accadde di assistere a un dramma di David Belasco, dal titolo The Girl of the Golden West, rimanendone oltremodo colpito. Ottenuto dall'autore il necessario consenso, incaricò il poeta Carlo Zangarini, a cui subentrò in un secondo tempo lo scrittore toscano Guelfo Civinini, di stendere il libretto.
Nell'estate del 1908 Puccini si accinse alla composizione, che, dopo un intervallo piuttosto lungo per motivi familiari, fu ultimata nel luglio del 1910.
Tra i migliori interpreti della romanza Ch'ella mi creda si possono citare Franco Corelli e Mario Del Monaco.

## Trama
In California, intorno al 1850, ai tempi della febbre dell'oro. Minnie (soprano) è la giovane padrona della "Polka", un locale ai piedi delle montagne della Sierra, e, per i minatori del vicino campo di lavoro, la compagna, la consolatrice, la confidente; soprattutto ora che una banda di grassatori, comandata dal temibile Ramerrez, infesta la zona depredando e taglieggiando.

### Atto I
L'interno della "Polka".
Terminato il lavoro i minatori si vengono a rilassare. Nick, il cameriere, li serve, e si prende gioco di Sonora e Trin, facendogli credere che Minnie sia innamorata di loro: i due, lusingati, offrono whisky e sigari a tutti. Entra il cantastorie Jack Wallace, che canta la nostalgia di casa, provocando la commozione disperata di Larkens, che decide di abbandonare la miniera. Tutti, impietositi, fanno una colletta per aiutarlo a partire. Si gioca anche a carte, e Sid bara. È però scoperto e punito dallo sceriffo Jack Rance (baritono). Arriva poi Ashby, rappresentante della compagnia Wells Fargo; avvisa tutti che Ramerrez si aggira nei dintorni, e poi va a dormire. Rance dichiara che Minnie lo sposerà, e Sonora, ingelosito, si scaglia contro di lui. Si spara, ma in quell'istante entra Minnie, che fa cessare la lite e zittisce i litiganti. Tutti, uno dopo l'altro, le offrono doni. Anche Ashby si sveglia e brinda con lei. Minnie quindi fa la consueta lettura di un capitolo della Bibbia ai presenti. Finita la lezione, ella rimprovera l'indiano Billy, che ha fatto un figlio con l'indiana Wowkle, sua cameriera, e gl'ingiunge di sposarla. Poi arriva la posta, per tutti. C'è fra l'altro la lettera per Ashby di una donna equivoca, Nina Micheltorena, che offre la cattura di Ramerrez per vendetta. Ashby dice che andrà all'appuntamento. La sala si svuota, tutti vanno nella sala da ballo mentre Minnie e Rance restano soli. Nick avvisa la donna che fuori è arrivato un forestiero, che ha chiesto whisky e acqua; Minnie ride, e assicura che poi lo metterà a posto.  Lo sceriffo dichiara il suo amore a Minnie, offre addirittura mille dollari per un suo bacio, ma Minnie lo respinge duramente: solo chi avrà il suo amore la potrà baciare. In quella entra il misterioso forestiero; Minnie cambia di colpo espressione e dice a Nick di servire il nuovo venuto. Dal breve colloquio fra Minnie e il nuovo venuto si apprende che i due s'erano già incontrati per caso sulla strada per Monterrey qualche giorno avanti; nessuno dei due era rimasto indifferente all'altro. Rance allora s'infuria, e pretende spiegazioni. Il nuovo venuto dichiara di chiamarsi Dick Johnson (tenore), ma non aggiunge molto. Rance allora richiama i minatori per farlo parlare, ma Minnie dice di conoscerlo: tutti diventano allora gentili, anzi invitano Johnson a ballare, mentre lui invita Minnie. Lo sceriffo è umiliato e scontroso.
Mentre si balla arrivano dei minatori con un bandito prigioniero, José Castro, che dice di essere scappato dalla banda di Ramerrez e di esser pronto a guidarli al bandito, per vendetta. Rance, Ashby e gli altri decidono allora di tentare il colpo. Non visto, il bandito si avvicina a Johnson, che in realtà è Ramerrez travestito, e gli dice d'essersi fatto catturare per sviarli; gli altri verranno fra poco; ci sarà un fischio, se c'è il bottino basterà rispondere con un altro fischio. La spedizione parte.
Minnie e Johnson rimangono soli. È evidente che si sono innamorati. Minnie narra della dura vita dei minatori, e dell'oro custodito proprio qui, nel saloon, a cui lei ora fa la guardia. Si ode il fischio; ma Johnson non risponde, non volendo tradire Minnie. E poiché ha una certa istruzione, il suo modo di parlare finisce di conquistare Minnie. Johnson dice di dover andar via, e Minnie l'invita più tardi a visitarla nella sua capanna, quando avrà il cambio nella guardia all'oro e rincaserà. Johnson verrà.
Nota: la scena di Sid che bara e quella della lettura della posta da parte di tutti i minatori sono spesso tagliate; la scena di Minnie che rimprovera Bill è invece quasi sempre tagliata, perfino nella partitura stampata, e perciò la sua esecuzione è rarissima.

### Atto II
Interno della capanna di Minnie.

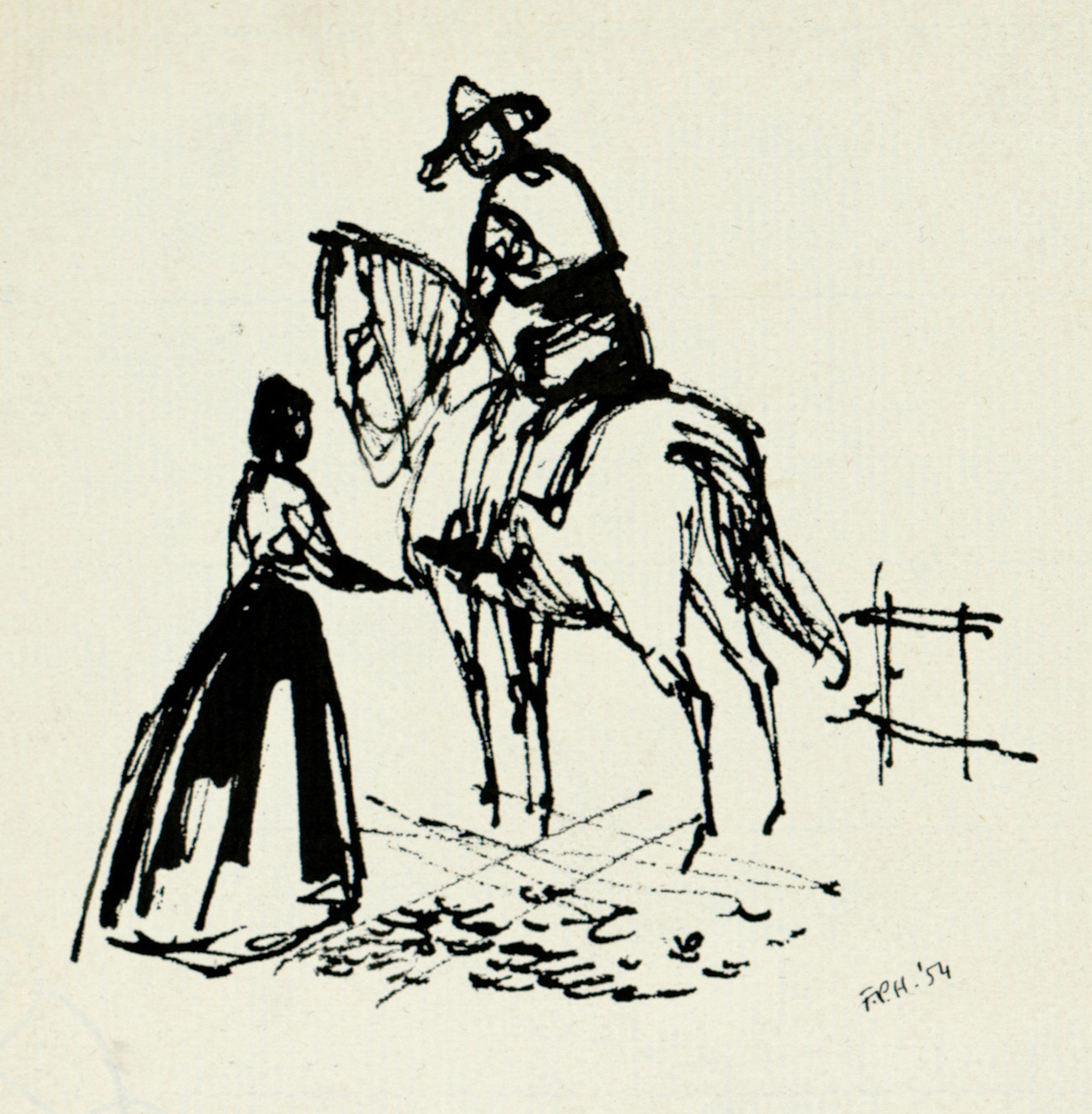
Disegno per copertina di libretto, disegno per La fanciulla del West (1954). Archivio Storico Ricordi

Billy parla con la serva indiana Wowkle, ha fissato le nozze per domani. Arriva Minnie che si compiace e lo manda via, si accerta con Wowkle che il matrimonio si farà e poi dà al bambino dei doni avuti da Sonora e Trin. Poi le dice di preparare la tavola per due. Johnson arriva e nel dialogo fra i due la reciproca attrazione si cambia in amore: lui vorrebbe baciarla, Minnie allora fa uscire Wowkle, e poi si ha un lungo bacio appassionato. Poi Johnson dice che deve andare, ma aprendo la porta si vede che è scoppiata una tormenta, il sentiero è scomparso. Allora Minnie offre ospitalità a Johnson. Come i due stanno per addormentarsi si odono delle voci. Minnie nasconde Johnson, poi entrano Rance, Sonora, Ashby e Nick. Rance trionfante dice a Minnie che non solo lo sconosciuto straniero era Ramerrez, ma anche che l'equivoca Nina Micheltorena è la sua amante, ed è questa che lo ha denunciato per vendetta offrendo pure una sua foto. Minnie incassa il colpo e dicendo di non aver bisogno di aiuto congeda i quattro. Poi, indignata e disperata, affronta Johnson. Questo si difende, e narra che non voleva essere bandito: lo costrinse il padre, di cui egli ignorava la doppia vita, che morendo gli lasciò la banda in eredità. Afferma che da tempo voleva redimersi, e vedendo Minnie credeva di aver trovato la via della redenzione. Minnie gli crede, ma sconvolta per il bacio dato lo caccia via. Sull'uscio Johnson viene colpito da un colpo di pistola, sparato a bruciapelo dallo sceriffo, il quale, insospettito dal contegno di Minnie, si era appostato nei pressi. A questo punto Minnie soccorre Johnson e con grande sforzo riesce a nasconderlo nel solaio. Rance entra, cerca dappertutto, non trova nessuno, poi cerca di baciare Minnie a forza. Lei si divincola e lo respinge, lui tende la mano in gesto di minaccia e vede cadere dal soffitto delle gocce di sangue proprio sulle sue dita. Johnson è così scoperto, Minnie deve riportarlo giù. La ragazza, furiosa, propone a Rance una partita a poker: se vincerà, lei Johnson sarà suo e Rance dovrà dimenticare quanto è successo, se perderà, lo sceriffo potrà  averla e arrestare il bandito. La tremenda partita ha luogo; sembra che Rance stia vincendo, ma Minnie, abilmente, bara e vince lei. Rance sconfitto esce furioso.

### Atto III
In una radura della grande selva californiana.
Sorge l'alba, nel bivacco Rance parla con Nick, e gli svela come due settimane prima ferì Johnson/Ramerrez, ma Minnie lo obbligò a tacere. Ramerrez poi venne curato da lei ed ora guarito sta tentando la fuga. Infatti i minatori guidati da Ashby stanno setacciando la foresta. La caccia riprende con il sorgere del sole, e poco dopo grida di esultanza annunciano la cattura del bandito, che viene portato al cospetto di Rance ed è subito circondato da una turba di uomini minacciosi, pronti, su incitamento dello sceriffo, ad impiccarlo; a nulla vale il suo canto d'amore (Ch'ella mi creda libero e lontano) nel quale chiede di non dire a Minnie la verità sulla sua morte. La sua sorte sarebbe segnata se, d'improvviso, avvertita nel frattempo da Nick, in sella ad un cavallo ed impugnando una pistola, non intervenisse in suo soccorso Minnie.
Sarà lei, con una paziente opera di persuasione, e con l'aiuto di Sonora ormai dalla sua parte, a convincere i minatori a lasciare libero il suo uomo: si rivolge ad ognuno, ricordando i giorni trascorsi insieme, le ore della tristezza e della speranza, e riesce così a commuovere quegli animi induriti dalla fatica e dalle sofferenze. Johnson è finalmente libero; Minnie s'allontana felice con colui che nessuno potrà più togliere al suo amore, fra il pianto dei minatori.

## Personaggi
Tra parentesi in corsivo il registro:
- Minnie (la ragazza), padrona del bar "La Polka" (soprano)
- Jack Rance, giocatore d'azzardo e sceriffo (baritono)
- Dick Johnson (Ramerrez) (tenore)
- Nick, cameriere de "La Polka" (tenore)
- Ashby, agente della compagnia di trasporti Wells-Fargo (basso)
- I minatori:
  - Sonora Slim (Sonora) (baritono)
  - Trinitad Joe (Trin) (tenore comprimario)
  - Sidney Duck (Sid) (baritono comprimario)
  - Bello (baritono comprimario)
  - Joe (tenore comprimario)
  - Happy Halliday (Happy) (baritono comprimario)
  - Jim Larkens (Larkens) (basso comprimario)
- Billy Jackrabbit (basso)
- Wowkle, la squaw di Billy Jackrabbit (mezzo-soprano)
- Jake Wallace, un menestrello itinerante (baritono)
- José Castro, uomo della banda di Ramerrez (basso generico)
- Un Postiglione (tenore comprimario)
- Uomini del campo

## Organico orchestrale

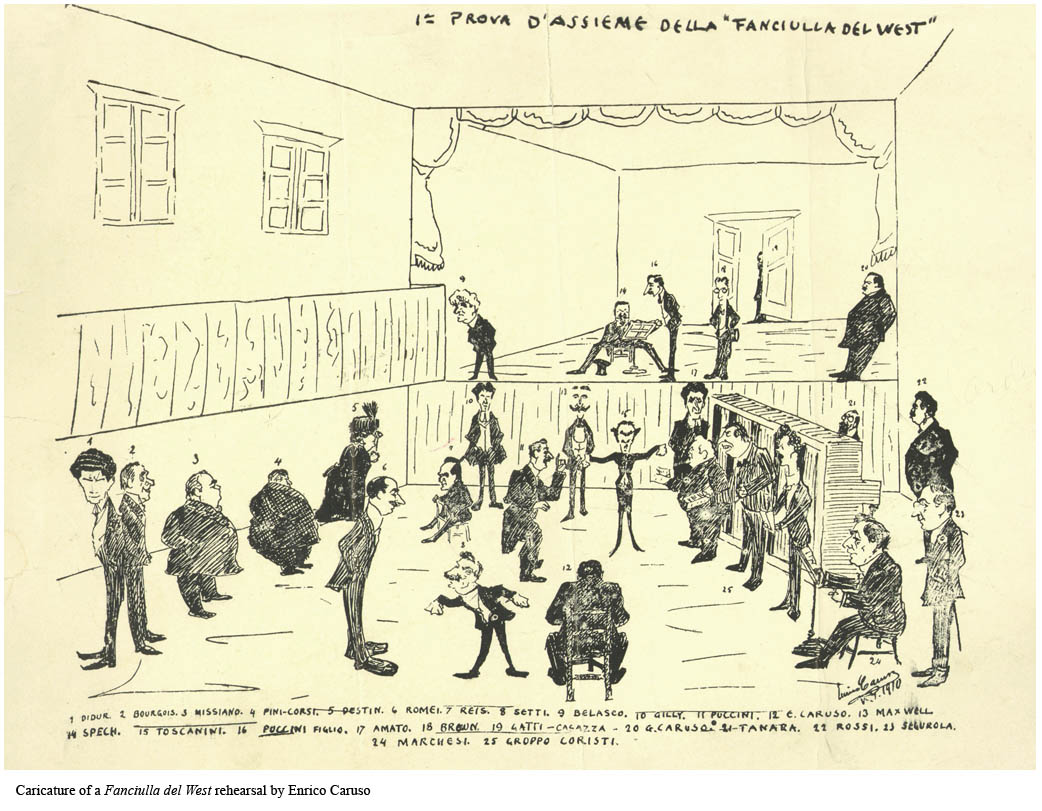
Enrico Caruso, Caricatura delle prove de La fanciulla del West per la prima rappresentazione. (Archivio del Metropolitan di New York)

La partitura di Puccini prevede l'utilizzo di:
- ottavino, 3 flauti, 3 oboi, corno inglese, 3 clarinetti, clarinetto basso, 3 fagotti, controfagotto
- 4 corni, 3 trombe, 3 tromboni, trombone basso
- timpani, grancassa e piatti, tamburo, triangolo, tam tam,
- 2 arpe, celesta, glockenspiel
- archi

Da suonare internamente:
- campane tubolari, macchina del vento, arpa, fonica (sulla scena)

Nel primo atto, il canto del menestrello del campo Wallace è accompagnato da due arpe, una in orchestra, l'altra interna che deve avere "della carta inframezzata alle corde imitando il banjo".

Nel finale dello stesso atto è richiesto l'intervento di una fonica, strumento creato appositamente dal milanese Romeo Orsi con una serie di lamine metalliche vibranti collocate in una cassetta armonica che, opportunamente percosse, emanano uno speciale vibrato.

Nel secondo atto una bufera di neve viene accompagnata dal penetrante sibilo della macchina del vento (eliofono).
L'orchestrazione di quest'opera è particolarmente riuscita, e molti compositori (fra cui Maurice Ravel) la usarono come modello di studio per i propri allievi.

## Discografia parziale
| Anno | Cast (Minnie, Dick Johnson, Jack Rance)                 | Direttore             | Etichetta           |
| ---- | ------------------------------------------------------- | --------------------- | ------------------- |
| 1954 | Eleanor Steber, Mario Del Monaco, Giangiacomo Guelfi    | Dimitri Mitropoulos   | Arkadia             |
| 1956 | Gigliola Frazzoni, Franco Corelli, Tito Gobbi           | Antonino Votto        | Standing Room       |
| 1958 | Renata Tebaldi, Mario Del Monaco, Cornell MacNeil       | Franco Capuana        | Decca               |
| 1958 | Birgit Nilsson, João Gibin, Andrea Mongelli             | Lovro von Matačić     | EMI                 |
| 1966 | Magda Olivero, Pier Miranda Ferraro, Giangiacomo Guelfi | Oliviero De Fabritiis | Opera Fanatic CDs   |
| 1967 | Magda Olivero, Daniele Barioni, Giangiacomo Guelfi      | Oliviero De Fabritiis | Opera Fanatic CDs   |
| 1978 | Carol Neblett, Plácido Domingo, Sherrill Milnes         | Zubin Mehta           | Deutsche Grammophon |
| 1990 | Mara Zampieri, Plácido Domingo, Juan Pons               | Lorin Maazel          | Sony Classical      |
| 1991 | Éva Marton, Dennis O'Neill, Alain Fondary               | Leonard Slatkin       | RCA                 |
| 1992 | Barbara Daniels, Plácido Domingo, Sherrill Milnes       | Leonard Slatkin       | Deutsche Grammophon |
| 2010 | Daniela Dessì, Fabio Armiliato, Lucio Gallo             | Alberto Veronesi      | Arthaus - DVD       |

## DVD & BLU-RAY parziale
- La fanciulla del west, Lorin Maazel/Plácido Domingo/Mara Zampieri/Juan Pons/Sergio Bertocchi/Luigi Roni/Antonio Salvadori - 1991/2002 RaiTrade
- La fanciulla del West, Leonard Slatkin/Plácido Domingo/Barbara Daniels - 1992 Deutsche Grammophon
- La fanciulla del West, Nicola Luisotti/Deborah Voigt/Marcello Giordani/MET, regia Giancarlo Del Monaco - 2010 Deutsche Grammophon